# Prince charmant (téléfilm)
Pour les articles homonymes, voir Prince charmant (homonymie).
Prince charmant (Prince Charming) est un téléfilm américain réalisé par Allan Arkush, et diffusé d'abord en octobre 2001 au Pérou, en Australie et en Belgique, et finalement aux États-Unis le 13 juillet 2003 sur TNT. Il est basé sur Le Roi Grenouille ou Henri de Fer des Frères Grimm.

## Synopsis
Parce qu'ils sont coupables d'adultère, un prince et son acolyte sont transformés en grenouille pour toute l'éternité... À moins que le prince convainque une jolie jeune fille de l'embrasser, puis de l'épouser.

## Fiche technique
- Titre original : Prince Charming
- Réalisateur : Allan Arkush
- Scénario : Doug Palau (en)
- Photographie : Jamie Anderson
- Musique : Wendy Melvoin et Lisa Coleman
- Société de production : Sextant Entertainment Group
- Durée : 95 minutes

## Distribution
- Martin Short : Rodney
- Christina Applegate : Kate
- Andrea Martin : Serena
- Billy Connolly : Hamish
- Bernadette Peters : Margo
- Colin Fox : King Leo
- Carly Street : Beautiful Maiden
- Marcia Bennett : Queen Isabel
- Colm Magner : Lothian Knight
- Sean Maguire : Prince Charmant

## Accueil
Le téléfilm a été vu par environ 2,9 millions de téléspectateurs lors de sa première diffusion.